# Heinrich Löblein
Heinrich Löblein (* 25. Oktober 1897 in Heddernheim, heute Frankfurt am Main; † nach 1946) war ein deutscher Politiker.
Löblein war als kaufmännischer Direktor tätig und wohnte in Nürnberg. 1946 wurde er für die WAV in die Verfassunggebende Landesversammlung in Bayern gewählt, wenig später trat er jedoch zur FDP über.